# Castro de Magros
El Castro de Magros es un yacimiento arqueológico de Galicia (España). Ha sido objeto de varias obras de excavación para preservar su buen estado, contando con un camino de acceso para visitantes.

## Situación
Se encuentra en la localidad de Magros (Santa María de Beariz), en el municipio orensano de Beariz, a tan solo 700-800 metros del núcleo poblacional del pueblo.

## Descripción
Situado a 728m de altitud del monte Marcofán, el castro originalmente se encontraría amurallado, pero con el paso del tiempo, las señales del derrumbe de éstas murallas son notables. Se puede observar un pequeño montículo, posiblemente con la función de parapeto. En este mismo montículo se ven también restos pétreos de lo que podría haber sido un torreón y muros del sistema defensivo del castro.
En la superficie, aparecieron trozos pequeños de cerámica castreña y galaico-romana, que se encuentran en la Biblioteca Municipal.